# Нижний Ташбукан
Ни́жний Ташбука́н (баш. Түбәнге Ташбүкән) — село в Гафурийском районе Башкортостана, административный центр Ташбукановского сельсовета.

## Географическое положение
Расстояние до:
- районного центра (Красноусольский): 24 км,
- ближайшей ж/д станции (Белое Озеро): 58 км.

## Население
| 2002 | 2009 | 2010 |
| ---- | ---- | ---- |
| 214  | ↘210 | ↘166 |

### Национальный состав
Согласно переписи 2002 года, преобладающая национальность — башкиры (99 %).

## Инфраструктура
В 2004 году в селе была построена новая школа.

## Религия
В селе есть мечеть.

## Известные уроженцы
- Бухарова, Гульнур Харуновна (род. 1960) — российский лингвист и фольклорист. Доктор филологических наук.